# Sint-Harlindis en Relindiskerk (Ellikom)

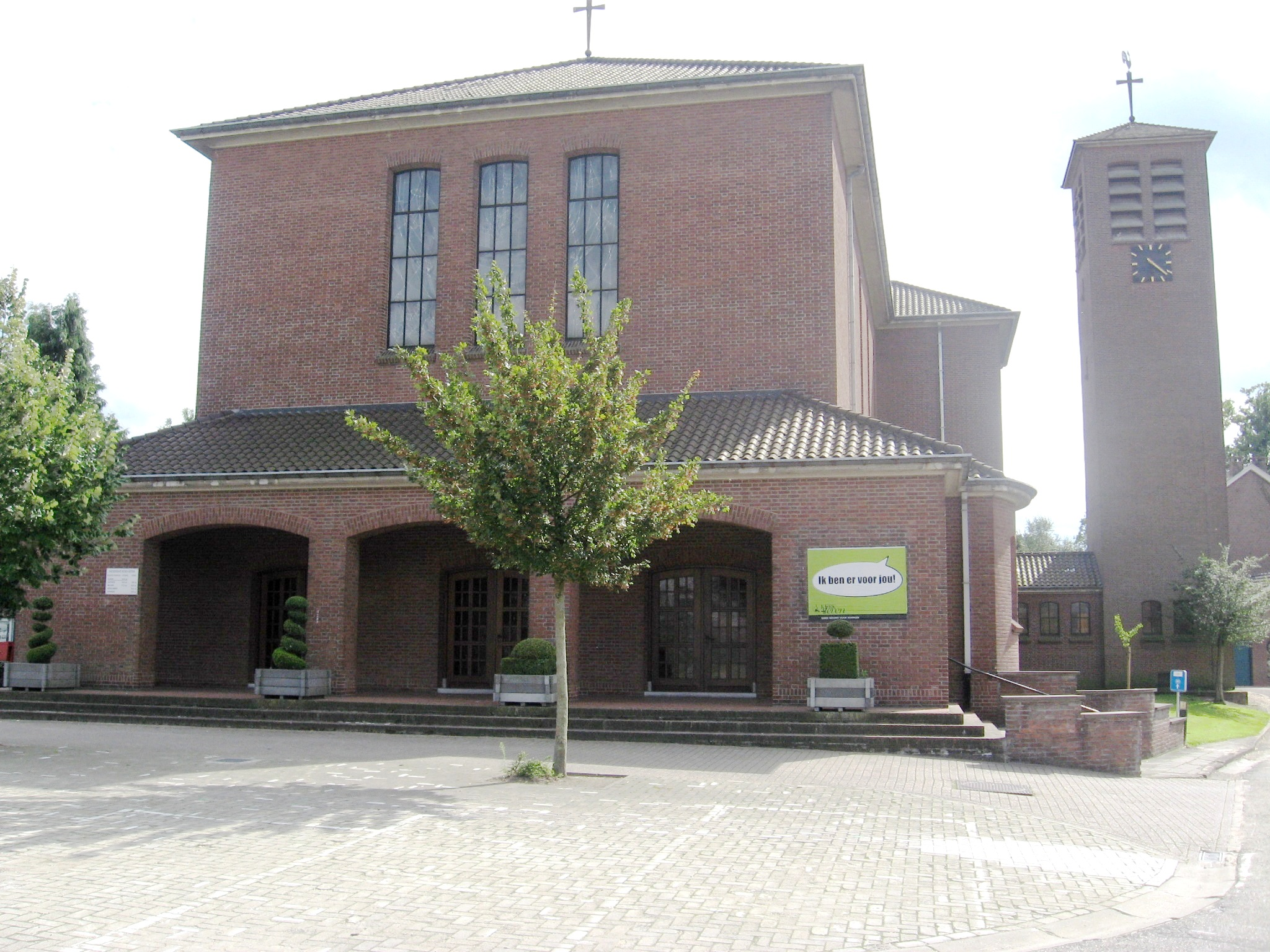
Sint-Harlindis en Relindiskerk

De Sint-Harlindis en Relindiskerk is de parochiekerk van Ellikom, gelegen aan de Weg naar Ellikom, in de gemeente Meeuwen-Gruitrode in Belgisch Limburg.
De parochie is zeer oud en de stichting gaat mogelijk tot de 9e eeuw terug. Een 12e-eeuws Romaans kerkje, opgetrokken uit Maaskeien en silex, werd in 1842 gesloopt en vervangen door een neoclassicistisch kerkje dat ontworpen was door Lambert Jaminé.
Van 1958-1960 werd gebouwd aan een nieuwe kerk, het huidige gebouw. Dit bakstenen gebouw is in een stijl met zowel traditionalistische (basilica) als modernistische elementen (strakke lijnen, nauwelijks ornamentiek). De kruisbasiliek heeft een vrijstaande toren en werd ontworpen door Jan Dreesen.

## Interieur
Het interieur kent moderne elementen, zoals de kruiswegstaties en de glas-in-loodramen, ontworpen door Geroen de Bruycker, en uitgevoerd door kunstsmid C. Muylle en glazenier Ri Coëme. Van De Bruycker is ook het fresco Drievuldigheid, dat het koor siert.
Ook zijn er enkele zeer oude beelden, zoals de beeldengroep op het doksaal, afkomstig van een apostelenbalk en toegeschreven aan een navolger van de Meester van Elsloo (1520-1530). Een Calvariegroep in gepolychromeerd hout is van de Meester van Elsloo en stamt uit dezelfde tijd. Het beeld van Sint-Lucia is 17e- of 18e-eeuws en in gepolychromeerd hout uitgevoerd. Hetzelfde geldt voor de midden-18e-eeuwse beelden van Onze-Lieve-Vrouw met Kind, en Sint-Harlindis en Relindis. Ook het doksaal is uit deze tijd. Het hardstenen doopvont is uit 1627 en bevat het wapenschild en initialen (CDI) van de toenmalige pastoor, Christianus Dierna.
Uit 1960 dateert een reliekhouder voor de Heilige Relindis, uitgevoerd in messing met rotskristallen daarin gevat, door Willy Ceyssens. Er zijn messing altaarkandelaars uit 1700, en ook zijn er 18e-eeuwse kandelaars in geel- en roodkoper.